# Каннский кинофестиваль 1965
18-й Каннский кинофестиваль прошёл с 12 по 28 мая 1965 года.

## Жюри
- Оливия де Хэвилленд - председатель
- Андре Моруа
- Гоффредо Ломбардо
- Макс Ауб
- Мишель Обриан
- Рекс Харрисон
- Франсуа Рейшенбах
- Ален Роб-Грийе
- Константин Симонов
- Эдмон Тенуджи
- Ежи Тёплиц
- Жорж Жерардо
- Иштван Дошаи
- Герман ван дер Хорст
- Жак Леду
- Карлос Вилардебо

## Фильмы в конкурсной программе

### Фильмы вне конкурсной программы
- Амстердам, режиссёр Херман ван дер Хорст
- По методу Харма, режиссёр Отто Преминджер
- Le Cinquième Soleil, режиссёр Жаклин Лефевр
- Мэри Поппинс, режиссёр Роберт Стивенсон
- Олимпиада в Токио, режиссёр Кон Итикава
- John F. Kennedy: Years of Lightning, Day of Drums, режиссёр Брюс Хершенсон

| Победители выделены отдельным цветом. |

### Конкурсная программа
| Название                        | Оригинальное название          | Режиссёр                       | Страна              |
| ------------------------------- | ------------------------------ | ------------------------------ | ------------------- |
| 317-й взвод                     | La 317ème section              | Пьер Шёндёрффер                | Франция             |
| Любовные парочки                | Älskande par                   | Май Сеттерлинг                 | Швеция              |
| Глина                           | Clay                           | Джорджо Манджамеле             | Австралия           |
| Коллекционер                    | The Collector                  | Уильям Уайлер                  | США, Великобритания |
| Цирковой ангел                  | Fifi la plume                  | Альбер Ламорис                 | Франция             |
| Жаркий Полдень                  | Горещо пладне                  | Зако Хеския                    | Болгария            |
| Грех                            | الحرام                         | Генри Баракат                  | Египет              |
| Холм                            | The Hill                       | Сидни Люмет                    | Великобритания      |
| Досье «Ипкресс»                 | The Ipcress File               | Сидни Фьюри                    | Великобритания      |
| Змеи и лестницы                 | El juego de la oca             | Мануэль Саммерс                | Испания             |
| Кайдан                          | 怪談                           | Масаки Кобаяси                 | Япония              |
| Сноровка... и как её приобрести | The Knack ...and How to Get It | Ричард Лестер                  | Великобритания      |
| Мой дом – Копакабана            | Mitt hem är Copacabana         | Арне Суксдорф                  | Швеция              |
| Момент истины                   | Il momento della verità        | Франческо Рози                 | Италия, Испания     |
| Пустая ночь                     | Noite Vazia                    | Валтер Уго Коури               | Бразилия            |
| Магазин на площади              | Obchod na korze                | Ян Кадар, Эльмар Клос          | Чехословакия        |
| Лес повешенных                  | Pădurea spânzuraţilor          | Ливиу Чулей                    | Румыния             |
| Механическое пианино            | Los pianos mecánicos           | Хуан Антонио Бардем            | Испания             |
| Первый день свободы             | Pierwszy dzień wolności        | Александр Форд                 | Польша              |
| Prodosia                        | Προδοσία                       | Костас Манусакис               | Греция              |
| El Reñidero                     | El Reñidero                    | Рене Мухика                    | Аргентина           |
| Гордые сыны Тараумары           | Tarahumara                     | Луис Алькориса                 | Мексика             |
| Йойо                            | Yoyo                           | Пьер Этекс                     | Франция             |
| Жаворонок                       | Жаворонок                      | Никита Курихин, Леонид Менакер | СССР                |
| Жили-были старик со старухой    | Жили-были старик со старухой   | Григорий Чухрай                | СССР                |

## Награды
- Золотая пальмовая ветвь: Сноровка... и как её приобрести, режиссёр Ричард Лестер
- Приз жюри: Квайдан: Повествование о загадочном и ужасном, режиссёр Масаки Кобаяси
- Приз за лучшую мужскую роль: Теренс Стэмп - Коллекционер
- Приз за лучшую женскую роль: Саманта Эггар - Коллекционер
- Приз за лучшую режиссуру (Каннский кинофестиваль): Ливиу Чулей - Лес повешенных
- Приз за лучший сценарий (Каннский кинофестиваль):
  - Пьер Шёндёрффер за 317-й взвод
  - Рэй Ригби за Холм
- Особое упоминание:
  - Магазин на площади
  - Жили-были старик со старухой
- Технический гран-при:
  - Вечный танец
  - Цирковой ангел
  - Увертюра
  - Петух, поющий в полночь
- Технический гран-при - специальный приз: Сноровка... и как её приобрести, режиссёр Ричард Лестер
- Золотая пальмовая ветвь за короткометражный фильм: Увертюра, режиссёр Янош Вадаш
- Приз жюри - Короткометражные фильмы: И.С. Бах: Фантазия соль-минор, режиссёр Ян Шванкмайер
- Приз международной ассоциации кинокритиков (ФИПРЕССИ): Гордые сыны Тараумары
- Приз Международной Католической организации в области кино (OCIC): Йойо
- Лучший фильм для молодежи:
  - Тростник
  - Йойо